# 京都市立新洞小学校
京都市立新洞小学校（きょうとしりつ しんとうしょうがっこう）は、京都市左京区にあった公立小学校。

## 沿革
1869年（明治2年）に開校した番組小学校（上京第33番組小学校）にルーツを持つ学校である。2013年 (平成25年) 3月に閉校し、京都市立錦林小学校に統合された。
- 1869年（明治2年）7月11日 - 上京第33番組小学校として創立[1]。
- 1876年（明治9年）7月 - 上京第33区新東小学校と改名[1]。
- 1882年（明治15年）12月 - 上京区新洞小学校と改名[1]。
- 1887年（明治20年）7月 - 上京区新洞尋常小学校と改名[1]。
- 1892年（明治25年）12月 - 京都市新洞尋常小学校と改名[1]。
- 1910年（明治43年）1月 - 校舎全面改築完成[1]。
- 1931年（昭和6年）6月 - 本館鉄筋2階建校舎完成[1]。
- 1941年（昭和16年）4月 - 新洞国民学校と改名[1]。
- 1947年（昭和22年）4月 - 京都市立新洞小学校と改名[1]。
- 1978年（昭和53年）1月 - 4階建新校舎完成[1]。
- 1994年（平成6年）7月 - 創立125周年記念誌『新洞のあゆみ』発行[1]。
- 2003年（平成15年）4月 - 二期制実施[1]。
- 2013年 (平成25年) 3月 - 閉校。京都市立錦林小学校と統合。

## 校歌
- 作詞 吉澤 義則
- 選曲 新洞小学校
- 編曲 西尾 照子

## 校区
川端二条交差点を北西端に、東山三条交差点を南東端とする地域が校区であった。

### 新洞学区
小学校の校区は、京都の元学区（地域自治組織の単位）における新洞学区に相当する。
地域の特色としては寺院が多く密集していることが挙げられる。檀王法林寺、要法寺、頂妙寺などを含み、その数は54寺院とも55寺院ともいう。「お寺の比率は京都一」、「学区内の面積の2分の1は寺院が占めていると言っても過言ではありません」と住民に表現されるほどの密集地域である。
この多数の寺院は、宝永5年（1708年）に発生した宝永の大火で類焼した寺院群が移転したものとされる。町は御所近くにあったものが移され、新高倉通や新富小路通と言った通りの名もそれに由来するという。このため、鴨川の東側にありながら京都の内とされた地域であり（隣接する川東学区＝上京32番組も同様）、明治初期には上京33番組とされた。